# Paul Mehl
Paul Mehl (* 21. April 1912 in Düsseldorf; † 6. Mai 1972 in Düsseldorf) war ein deutscher Fußballspieler. Der in allen Mannschaftsteilen einsetzbare Allrounder gewann mit Fortuna Düsseldorf 1933 die Deutsche Fußballmeisterschaft und bestritt zwei Länderspiele für die A-Nationalmannschaft.

## Laufbahn
Sein Fußballverein war die TuRU Düsseldorf, ehe er zur Saison 1932/33 zu den Rot-Weißen von Fortuna Düsseldorf wechselte und am Saisonenende mit der Mannschaft aus dem Stadtteil Flingern Deutscher Meister wurde.
Da sich Nationalspieler Ernst Albrecht Anfang des Jahres 1933 verletzte und im März 1933 in Wien operiert wurde, kam der sprintschnelle Mehl auf Rechtsaußen in den Endrundenspielen um die deutsche Fußballmeisterschaft 1932/33 zum Einsatz. Er erzielte beim 9:0 gegen VR Gleiwitz zwei Tore, stürmte ebenso beim 3:0 gegen Arminia Hannover am rechten Fortunen-Flügel und war im Halbfinale am 28. Mai beim 4:0 gegen Eintracht Frankfurt wiederum zweifacher Torschütze. Im Endspiel am 11. Juni beim 3:0 gegen den FC Schalke 04 erzielte er in der 70. Minute die 2:0-Führung.
Zum 1. Mai 1933 trat Mehl der NSDAP bei (Mitgliedsnummer 3.484.014).

In der Ära der Gauliga Niederrhein errang er mit der Fortuna 1935/36 die Meisterschaft und zog nach einem 3:1 gegen Gleiwitz im Halbfinale erneut ins Endspiel um die deutsche Meisterschaft ein. Jetzt lief er als rechter Außenläufer auf, aber der 1. FC Nürnberg setzte sich mit einem 2:1 nach Verlängerung gegen Düsseldorf durch. Danach glückte zwar in den Jahren 1937 bis 1940 noch viermal der Gewinn der Meisterschaft in der Gauliga Niederrhein, aber der Einzug ins Endspiel um die deutsche Meisterschaft gelang nicht mehr. Dagegen erreichte Mehl mit der Fortuna im Tschammerpokal 1937 nach Erfolgen gegen den Karlsruher FV, Holstein Kiel, BC Hartha, im Halbfinale gegen den Dresdner SC (5:2) die Endspielteilnahme. Gegen den FC Schalke 04 verlor Düsseldorf am 9. Januar 1938 in Köln mit 1:2; Mehl war als rechter Außenläufer im damaligen WM-System dabei aufgelaufen. Insgesamt wird der spätere Düsseldorfer Gastwirt und Hotelier mit 22 Spielen und sechs Toren in den Endrunden um die deutsche Fußballmeisterschaft geführt (1933–1939).

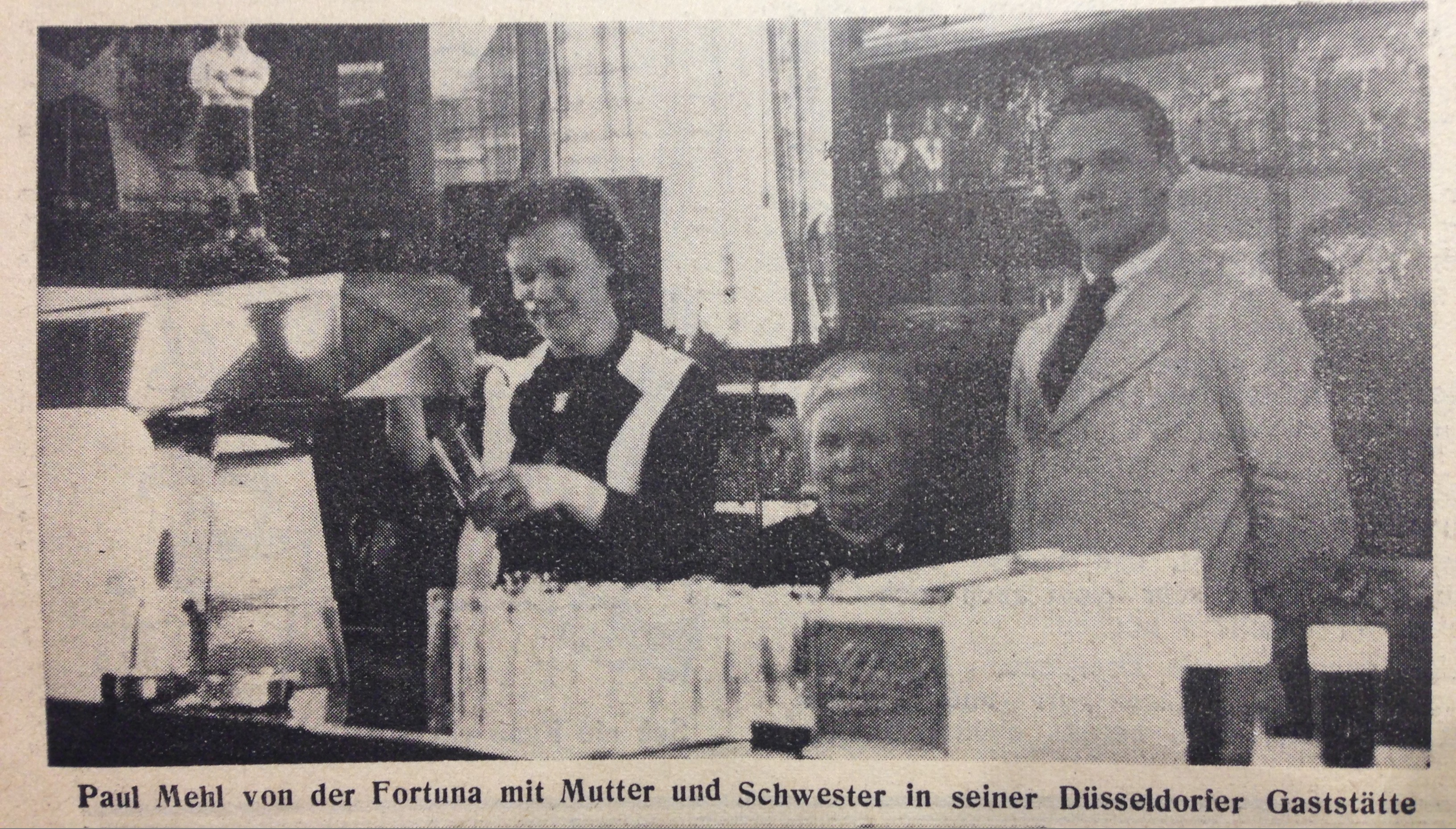
Paul Mehl
mit seiner Mutter und Schwester
in seiner Düsseldorfer Gaststätte

Paul Mehl bestritt im Jahr 1936 zwei Länderspiele für die deutsche Nationalmannschaft und nahm mit ihr an den Olympischen Spielen 1936 in Berlin teil. Vor dem Debüt in der Nationalelf wurde er von Bundestrainer Otto Nerz im Mai 1936 in zwei Testspielen gegen die englische Profimannschaft des FC Everton eingesetzt. Am 4. August debütierte der Düsseldorfer beim 9:0-Sieg in Berlin gegen Luxemburg im Rahmen des Olympiaturniers in der Nationalmannschaft. Er bildete mit Ludwig Goldbrunner und Robert Bernard die deutsche Läuferreihe. Im ersten Länderspiel nach der Olympiade, am 13. September, kam er in Warschau beim Länderspiel gegen Polen (1:1) zu seinem zweiten Einsatz im Nationaldress.
Daneben vertrat Mehl auch die Farben des Niederrheins, insbesondere im Reichsbundpokal 1936/37. In der ersten Runde setzte sich die Niederrheinauswahl am 22. November 1936 gegen die Nordmark mit 3:2 durch, im Viertelfinale reichte es am 20. Dezember 1936 zu einem 3:1 in Erfurt gegen Mitteldeutschland und im Halbfinale am 7. Februar 1937 in Berlin gegen Brandenburg qualifizierten sich Mehl und Kollegen mit einem 4:3 gegen den Gastgeber für das Endspiel 14 Tage später wiederum in Berlin gegen Sachsen. Im Halbfinale war der Angriff des Niederrheins mit Ernst Albrecht, Mehl, Karl Hohmann, Heini Stoffels und Walter Günther aufgelaufen. Im mit 2:1 gewonnenen Finale ersetzten Walter Graf und Anton Stermsek im Angriff Mehl und Hohmann.
Nach dem Zweiten Weltkrieg spielte Mehl noch bis einschließlich der Saison 1948/49 mit Fortuna Düsseldorf im Ligabetrieb; in den Runden 1947/48 und 1948/49 kam er noch zu 32 Einsätzen in der Fußball-Oberliga West, ehe er im Sommer 1949 seine Laufbahn beendete.
Bis zu seinem Tod führte er das Sportrestaurant „Mehl“ in der Nähe des Düsseldorfer Hauptbahnhofs.